# Shuhari

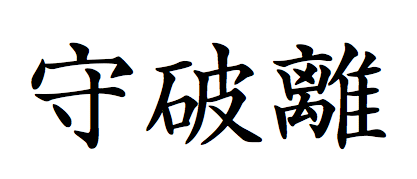
Shuhari

Shuhari est un concept issu des arts martiaux japonais qui décrit les 3 étapes de l'apprentissage. Il est parfois appliqué à d'autres disciplines comme le jeu de go.
Shuhari (守破離) peut se traduire par suivre les règles, comprendre les règles et transcender les règles :
1. protéger, obéir (守, shu?) — sagesse traditionnelle, apprendre les fondamentaux ;
2. se détacher, digresser (破, ha?) — casser avec la tradition, trouver les exceptions à la sagesse traditionnelle, trouver de nouvelles approches ;
3. quitter, se séparer (離, ri?) — transcender, il n'y a pas de technique ou de sagesse traditionnelle, tous les mouvements sont permis.

Shuhari peut être vu comme des cercles concentriques, avec le shu dans le ha, et le shu et le ha dans le ri. Les techniques et connaissances fondamentales ne changent pas.
Dans la phase shu, l'étudiant n'est pas encore prêt à explorer différentes voies.
Le concept shuhari a été présenté en premier lieu par Fuhaku Kawakami (jo-ha-kyū) dans le Tao of Tea. Par la suite, Zeami, le maître du Noh, a étendu le concept à sa danse comme le shuhari, qui a été adopté comme concept par l'Aikido. Cela fait aussi partie de la philosophie Shorinji Kempo.[réf. nécessaire]